# Кинашев (Ивано-Франковская область)
Ки́нашев (укр. Кінашів) — село в Большовцевской поселковой общине Ивано-Франковского района Ивано-Франковской области Украины.
Население по переписи 2001 года составляло 1125 человек. Занимает площадь 12,742 км². Почтовый индекс — 77125. Телефонный код — 03431.

## Известные уроженцы
- Сирко, Василий Петрович (1899—1937) — участник революционного движения на западноукраинских землях, деятель КП (б) Украины.

## Местный совет
77125, Івано-Франківська обл., Галицький р-н, с.Кінашів  (укр.)